# 水锌矾
水锌矾（英語：Gunningite）是水镁矾族的一种矿物，化学式为(Zn,Mn)SO4·H2O，其名称來自加拿大地质调查局暨不列颠哥伦比亚大学的教授亨利·塞西尔·冈宁（1901—1991）。
 

## 產生
水锌矾很少见，它存在于含闪锌矿矿床的干燥氧化区域。它在加拿大（育空地区、不列颠哥伦比亚省和新不伦瑞克省）、美国（内华达州和亚利桑那州）、瑞士（瓦莱州）、希腊阿提卡和德国（巴登-符腾堡）的矿山中被发现。
 